# Biserica „Sfântul Arhanghel Mihail” din Logănești
Biserica „Sf. Arhanghel Mihail” este o biserică amplasată în Logănești, raionul Criuleni, Republica Moldova. Este un monument arhitectural de importanță națională inclus în Registrul monumentelor Republicii Moldova ocrotite de stat cu nr. 324 (raionul Criuleni). Datează din 1845.